# Żywiciel
Żywiciel – organizm, na którego koszt żyje pasożyt dojrzały lub jego postacie rozwojowe. Pasożyty pozostają w różnych związkach z żywicielami.

## Rodzaje żywicieli
- żywiciel ostateczny – żywiciel, w którym pasożyt osiąga dojrzałość płciową lub w którym zachodzi rozmnażanie płciowe,
- żywiciel pośredni – organizm, w którym rozwijają się postacie larwalne pasożyta lub zachodzi w nim rozmnażanie bezpłciowe pasożyta. W cyklu rozwojowym niektórych pasożytów (tasiemców, przywr) może występować dwóch żywicieli pośrednich. U nich poszczególne fazy rozwojowe pasożytów zmieniają się morfologicznie[2],
- żywiciel główny – jeden spośród kilku gatunków żywicieli określonej postaci rozwojowej, w którym dany pasożyt najczęściej się osiedla i najlepiej się rozwija. U tego żywiciela jest najwyższa ekstensywność i intensywność inwazji tego pasożyta,
- żywiciel pomocniczy – jeden lub kilka gatunków żywicielskich danej postaci rozwojowej pasożyta, w których dany gatunek pasożyta osiedla się rzadziej lub w mniejszej liczbie niż w żywicielu głównym, ale może się normalnie rozwijać,
- żywiciel przypadkowy – żywiciel, w którym danego pasożyta spotyka się wyjątkowo, i w którym najczęściej nie dochodzi do pełnego rozwoju lub dłuższej przeżywalności pasożyta,
- żywiciel parateniczny (rezerwowy) – organizm, w którym bytują postacie larwalne, a który nie jest konieczny do zamknięcia cyklu rozwojowego. Żywiciel ten jest zwykle związany z łańcuchem pokarmowym właściwego żywiciela i ułatwia przeniesienie pasożyta z żywiciela pośredniego do żywiciela ostatecznego. Czasami w cyklu rozwojowym pasożyta występuje kilku kolejnych żywicieli pośrednich[1]. Przykładem żywiciela paratenicznego jest ryba dla plerocerkoidów tasiemca Diphyllobothrium latum[2].
- żywiciel rezerwuarowy – głównie stawonogi, które przenoszą w swym organizmie patogeny tj. wirusy, bakterie, pasożyty.

W fitopatologii żywiciel oznacza roślinę będącą odpowiednim siedliskiem dla patogenu lub szkodnika, stwarzającą mu korzystne warunki bytowania. Przyjęto też określenia żywiciel ostateczny i żywiciel pośredni, jednak gdy pasożytem są grzyby, bardziej właściwe są inne terminy:
- żywiciel ecjalny – u którego rozwijają się ecja i inne rodzaje bezpłciowych zarodników
- żywiciel telialny, u którego z  teliów powstają  zarodniki płciowe